# Möcking
Möcking ist ein Ortsteil der Stadt Breckerfeld (bzw. des Stadtteils Waldbauer) am Rande des Sauerlandes und liegt als kleiner Ort mit 7 Häusern und 19 Einwohnern  an der Stadtgrenze zu Hagen.

## Geschichte
Möcking wurde erstmals um 1250 als mansus de Mukinc im Urbar der Reichsabtei Werden erwähnt. Von 1321 bis 1432 wird der Ort bonis in Mokkinchusen genannt. 
Möcking gehörte ehemals zur Bauerschaft Waldbauer und im Amt Wetter, Kirchspiel und Gericht Hagen zur Grafschaft Mark. Laut Schatzbuch der Grafschaft Mark von 1486 hatten in der Waltburschop ein Tydeman to Mockynk 1 ½ Goldgulden, Peter to Mockynk 4 Goldgulden und Evert to Mockynk 3 Goldgulden an Abgabe zu leisten. Im Jahre 1705 waren Caspar und Jacob zu Mocking mit Abgaben an die Rentei Wetter im Kataster verzeichnet.
Die Deutung des Ortsnamens kann mit bei den Häusern der Leute des Mṓdiko/Mucko/Mocko umschrieben werden.
Zur Zeit des Zweiten Weltkriegs war Möcking Standort verschiedener Flakstellungen zur Sicherung des Luftraums des nahen Ruhrgebiets sowie im Speziellen der Stadt Hagen.
Möcking liegt in ländlicher Umgebung, allerdings sind nach fünf- bis zehnminütiger Autofahrt sowohl der Stadtkern Breckerfelds als auch der Hagener Stadtteil Eilpe zu erreichen.